# Encinas Reales
Encinas Reales è un comune spagnolo situato nella comunità autonoma dell'Andalusia.

## Geografia fisica
È situato nella parte meridionale della provincia di Cordova, sul confine con la provincia di Malaga segnato dal fiume Genil.